# Тиханова, Елизавета Васильевна
Елизавета Васильевна Тиханова (родилась 16 августа 1993) — российская гребчиха. Сестра-близнец Анастасии Тихановой, дочь серебряных призёров Олимпиады-1988 Василия Тихонова и Ирины Калимбет. Мастер спорта международного класса России.

## Биография
На чемпионатах мира среди юниоров 2009 и 2010 в составе восьмёрки дважды становилась шестой. 
Елизавета и Анастасия представляли Россию на летних юношеских Олимпийских играх 2010, где заняли второе место в утешительном финале.
Участница чемпионата мира 2013 года, где российская восьмёрка стала восьмой.
Участница двух чемпионатов Европы. Бронзовый призёр чемпионата Европы 2013 года в гонке восьмёрок.
Вице-чемпион мира на молодёжном чемпионате 2013 года и бронзовый призёр молодёжного чемпионата мира 2012 года.
В двойке без рулевого с Лианой Горгодзе на чемпионате мира 2014 года Елизавета заняла седьмое место, выиграв утешительный финал.
Чемпионка России 2012, 2013, 2014 в восьмёрке.
Учится в МГУТУ имени К. Г. Разумовского.